# María Luisa Castro Cerceda
María Luisa Castro Cerceda (Lugo, 20 de desembre de 1955), més coneguda com a Marisa Castro, és una biòloga experta en micologia, professora universitària i divulgadora científica gallega.
Marisa Castro va estudiar biologia a la Universitat de Santiago de Composteŀla, on va obtenir també un doctorat i durant trenta-un anys ha estat professora titular del Departament de Biologia Vegetal i Ciències del Sòl a la Facultat de Biologia i Ciències del Mar de la Universitat de Vigo. Després de la seva jubilació continua com a directora científica de Mycogalicia Plantae una empresa emergent fundada a la Universitat de Vigo  que, entre altres activitats, investiga biomaterials obtinguts a partir de fongs.
Es autora de nombroses guies i llibres de divulgació de botànica, especialment de fongs; és considerada «una de les persones que més saben de bolets a Galícia». Ha participat també en obres col·lectives i és autora de la novel·la A saga das curandeiras, publicada també en castellà com La saga de las curanderas (Hércules de ediciones, 2022; en gallec i en castellà), que va rebre el  XX Premi Frei Martín Sarmiento en la modalitat d'obres per a estudiants de batxillerat i adults. També ha divulgat el coneixement dels bolets gallecs a través de cursets d'extensió universitària.
És sòcia fundadora de la Societat Gallega d’Història Natural i  de 1997 a 2006 va presidir el Grup Micològic Gallec Luís Freire, del qual va ser després nomenada presidenta d'honor. És membre del Comitè científic de Voz Natura, un programa d'educació ambiental que es duu a terme a Galícia des de 1997.
La tasca de Marisa Castro com a investigadora ha estat reconeguda amb el Premi de Recerca Micològica Gallega (1983), el Premi Biòloga de l'any a Galícia i el premi dels Col·legis Professionals (2023). El 2022 va rebre el Premi Lois Peña Novo per la seva tasca de defensa de la llengua gallega en la ciència.
L'abreviació estandarditzada d'autoritat per citar un tàxon descrit per aquesta autora és M.L. Castro.

## Obres
- Guía das setas ou cogumelos comestibles de Galicia, 1982, Xerais.
- Macromicetos de pinares gallegos, 1985, Universidade de Santiago.
- Catálogo e distribución de plantas melíferas en Galicia, 1986
- Nueva especie del género amanita, 1987.
- Nuevas aportaciones a los conceptos micosociológicos, 1987.
- Historia da macromicoloxía de Galicia, 1987, Sociedade Galega de Historia Natural.
- Flora del NO. de la Península Ibérica, 1988.
- Micetación de un parque urbano: Alameda de Santiago (A Coruña), 1989.
- Cogumelos dos piñeirais dunares do Baixo Miño, 1996, Anabam.
- Guía botánica do Parque Rosalía de Castro, 1998, Deputación de Lugo.
- Macromicetos epixilicos de la serra de Courel (Lugo), 1989.
- Setas ou cogumelos de Galicia: descrición e receitas para a boa cociña, 1990, Xerais.
- Guía dos cogomelos comúns de Galicia, 2000, Xerais.
- Cogomelos de Galicia e norte de Portugal, 2004, Xerais ISBN 978-84-9782-243-5.
- "Fungos". Proxecto Galicia. Hércules,2004, Tomo XLI: Botánica I. pp 269-383.
- Cogumelos de Galiza, 2005, Edicións A Nosa Terra.